# Resolució 660 del Consell de Seguretat de les Nacions Unides
La Resolució 660 del Consell de Seguretat de les Nacions Unides, adoptada el 2 d'agost de 1990 després de notar la seva alarma per la invasió de Kuwait per Iraq, el Consell va condemnar la invasió i va exigir que Iraq es retirés immediatament i incondicionalment a posicions tal com eren l'1 d'agost de 1990.
Iemen va instar a Iraq i Kuwait a iniciar negociacions immediates per resoldre les seves diferències, agraint a la Lliga Àrab els seus esforços. Les converses entre ambdues parts es van trencar el dia anterior a Jeddah, Aràbia Saudita. El Consell també va decidir reunir-se de nou quan fos necessari per garantir el compliment de la resolució actual.
La resolució va ser aprovada per 14 vots contra cap, mentre que Iemen no va participar en la votació. Va ser la primera de les dotze resolucions sobre el conflicte aprovades el 1990.